# Szyszaky
Szyszaky (ukr. Шишаки) – osiedle typu miejskiego w obwodzie połtawskim na Ukrainie, siedziba władz rejonu szyszackiego.

## Historia
Osada powstała w roku 1399, leży nad rzeką Psioł.
W 1900 r. miejscowość była centrum Szyszakskiego wołostią w powiecie mirgorodzkim guberni połtawskiej.
Od 1970 roku miejscowość posiada status osiedla typu miejskiego.
W 1989 liczyła 5 585 mieszkańców.
W 2013 liczyła 4 652 mieszkańców.